# 어깨결림
어깨결림은 통증을 수반하는 근골격계 증상들의 흔한 이유들 중 하나이다. 어깨는 체내의 가장 많이 움직이는 관절이지만, 허용되는 움직임 범위가 좁기 때문에 불안정한 관절이기도 하다. 이 불안정성은 관절 손상의 가능성을 드높이며 조직이 파괴되어 더 이상 기능조차 할 수 없는 상황에까지 이르기도 한다.